# Waterville (New York)
Pour les articles homonymes, voir Waterville.
Waterville est un village du comté d'Oneida, dans l’État de New York aux États-Unis.